# Monasterolo Casotto
Monasterolo Casotto là một đô thị tại tỉnh Cuneo trong vùng Piedmont của Italia, vị trí cách khoảng 80 km về phía nam của Torino và khoảng 30 km về phía đông của Cuneo. Tại thời điểm ngày 31 tháng 12 năm 2004, đô thị này có dân số 120 người và diện tích 7,7 km².
Monasterolo Casotto giáp các đô thị: Lisio, Mombasiglio, Pamparato, San Michele Mondovì, Scagnello, Torre Mondovì và Viola.